# Calamus prasinus
Calamus prasinus là loài thực vật có hoa thuộc họ Arecaceae. Loài này được Lakshmana & Renuka mô tả khoa học đầu tiên năm 1991.